# パチスロケロット3
パチスロ「ケロット3」 (KELOT3) は、2014年6月に山佐から発売されたパチスロ（5号機）。2011年に発売したパチスロ「ケロット2」の後継機種である。
前作シリーズ同様、ビッグボーナスとレギュラーボーナスだけで出玉を増やすシンプルなゲーム性である。天井も存在しない。ボーナスの獲得枚数や小役重複、基本的な演出など前作を踏襲している。
ビッグボーナス中の技術介入が無くなり、ビッグボーナスは312枚、レギュラーボーナスは104枚獲得固定となった。その代り、特定の場所を目押しすると現れるキャラクターで設定推測できるなどの演出が加えられている。
- 液晶のステージや登場キャラクターが大きく変更されている。
- ボーナスとの重複の可能性があるオレンジの出現確率が高くなった代わりに獲得枚数がダウンしている。
- 新たに特殊リプレイが搭載され、揃うと演出用RT(ケロットタイム)に突入する。ボーナスとの重複が期待できる。
- 中段オレンジ揃い、中段チェリーはそれだけでビッグボーナス確定。
- 角チェリーは強チェリー、弱チェリーに分けられた。強チェリーの方がボーナス重複の可能性が高い。